# هنری چهارم
هنری چهارم (به انگلیسی: Henry IV) با نام تولد هنری بولینگبروک (به انگلیسی: Henry (of) Bolingbroke) (زادهٔ ۱۵ آوریل ۱۳۶۷ – درگذشتهٔ ۲۰ مارس ۱۴۱۳)، پادشاه انگلستان و لرد ایرلند بین سال‌های ۱۳۹۹ تا ۱۴۱۳ میلادی بود. او همچنین نخستین پادشاه از خاندان لنکستر بود. هنری اولین پادشاه انگلیسی بود که بعد از فتح انگلستان توسط نورمن‌ها (بعد از سیصد سال)، زبان مادری‌اش انگلیسی بود و نه فرانسوی.

## زندگی
هنری در ۳ آوریل ۱۳۶۶ در بولینگبروک واقع در لینکلن‌شر زاده شد و بنا بر زادگاهش هنری بولینگبروک نام گرفت. او فرزند جان گونت، نخستین دوک لنکستر بود. هنری در ۱۳۹۷ از ریچارد دوم در مقابل دوک گلاستر حمایت کرد و در نتیجه عنوان دوک هرفورد به او اعطا گردید. با این حال او را در ۱۳۹۸ تبعید نمودند. پس از تبعید هنری به فرانسه در سال ۱۳۹۸ میلادی، ریچارد دوم مسئولیت هنری (هنری پنجم) فرزند دوازده ساله‌اش را به عهده گرفت. هنری پس از اینکه به منطقهٔ راونزپر در یورکشایر رسید، از ریچارد که اینک تنها مانده بود خواست تا به نفع او از قدرت کناره‌گیری نماید. بدین ترتیب او با عنوان هنری چهارم در ۱۳۹۹ بر تخت پادشاهی انگلستان نشست.
هنری چهارم در دوران حکومتش با شورش‌ها و قانون‌گریزی‌های بسیاری روبرو شد و به دلیل خالی بودن خزانه توفیقی در انجام کارهایش نیافت. ولز با رهبری اوئن گلندوئر همچنان استقلال خود را حفظ نمود و حملهٔ هنری به اسکاتلند در ۱۴۰۰ با شکست او همراه بود. پس از آن هنری پرسی و خاندانش علیه هنری چهارم با اسکات‌ها و ولزی‌ها متحد شدند اما در نبردی که در ۱۴۰۳ در شروزبری روی داد شکست خوردند. هنری در سال‌های پایانی عمرش به بیماری‌های گوناگون سختی دچار شده بود. او سرانجام در ۲۰ مارس ۱۴۱۳ درگذشت و جسدش را در کلیسای جامع کانتربری به خاک سپردند.
بعد از مرگ هنری چهارم در سال ۱۴۱۳ میلادی هنری پنجم در ۲۶ سالگی پادشاه انگلستان شد.